# Marki Groll (TV igra)
Markí Groll je slovenska TV igra iz leta 1992, posneta po istoimenski noveli Juša Kozaka.
Juš Kozak je novelo o markiju Grollu, spretnem govorcu, koleričnem lahkoživcu in goljufu, napisal po lastnem doživetju. Z njim in še z nekaterimi je bil namreč krajši čas skupaj v zaporu na Dunaju.
Groll ter molčeči in nekonfliktni bankir Gecker sta obtožena poneverbe, zgovorni upokojeni pruski poročnik Schäffer sedi zaradi vohunstva, mladi bosanski Srb Ivan Petrovič pa je politični zapornik, ki Grollu zaradi nemštva ne zaupa, vendar pije njegovo modrovanje. Nad Judekom Nasenfussom, preprodajalcem avtomobilov, Groll izživi svoj srd. Petroviču se predstavi kot predsednik avstroogrske mlekarske zveze oziroma kot velik borec za pravice agrarcev. Pozneje mu pove, da je zapustil žensko, ki ga je ljubila, se poročil z mlajšo in bogato, da se je proti njemu zarotil jezuitski klošter, da je Saksonec po materi, po očetu pa Rus ali Slovan ter da ljubi Slovane kot krepak, zdrav narod.
Jetniki so sicer manj pomembni, vendar pripomorejo k opisu junaka brez notranjih monologov. Groll gre pred porotnike zaradi množice obtožb, ki jih ne morejo dokazati, zato ga hočejo onemogočiti zaradi njegovih idej. Na koncu ga obsodijo kljub srce parajoči zgodbi o tem, da ga je mlada žena varala, in skrušen se vrne v celico, kjer bolj samemu sebi reče, da je vse življenje lagal.

## Kritike
Vesna Marinčič (Delo) ni hotela razpravljati o tem, koliko je TV igra zvesta literarni predlogi, ker temu ne bi mogla priti do dna. Zdelo se ji je, da preprosto ne funkcionira in da gledalec ne more vedeti, za kaj gre. Pomislila je, da se je na začetku četverica komu zdela kot hommage JBTZ. Zmotilo jo je, da se Grollovih zadnjih besed o resnicoljubnosti ne razume, vendar ni verjela, da bi gledalci razumeli njihov smisel, tudi če bi jih izrekel na glas, zato je na začetku tudi obnovila Kozakovo novelo.

## Zasedba
- Boris Cavazza
- Dare Valič
- Vladimir Jurc
- Vlado Novak

## Ekipa
- fotografija: Jure Pervanje
- scenarij, adaptacija in dramaturgija: Jernej Novak